# ヴァーツラフ・ピフル

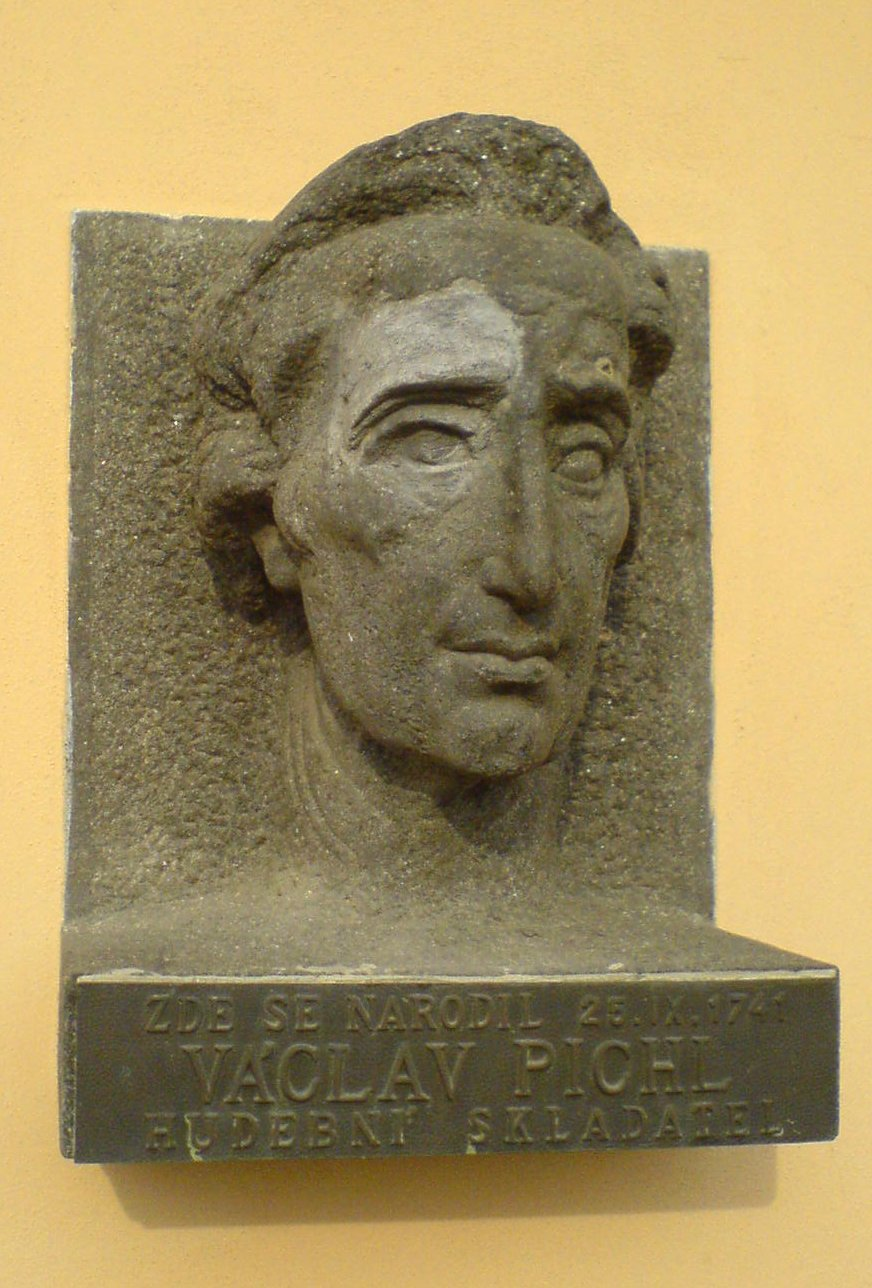

ヴァーツラフ・ピフル（Václav Pichl, 1741年9月25日, 南ボヘミア・ベヒニェ（Bechyně） - 1805年1月23日 ウィーン）は、ボヘミア出身の古典派音楽の作曲家・楽長・ヴァイオリン奏者・声楽家・文筆家。オーストリア帝国で活躍したため、ヴェンツェル・ピヒル（Wenzel Pichl ）というドイツ語名を遺した。

## 生涯
地元のカントル、ヤン・ポコルニーより最初の音楽教育を受ける。1752年から1758年までブレズニチェのイエズス会系神学校に学びながら聖歌隊員を務める。プラハに出て、ヴァイオリニストとしてイエズス会系の聖ヴァーツラフ上級神学校に勤めるかたわら、プラハ大学で哲学・神学・法学を修める。
1762年にティン教会の首席ヴァイオリニストに就任しながら、教会オルガニストのヨハン・ノルベルト・ゼゲルに対位法を師事。1765年に作曲家カール・ディッタース・フォン・ディッタースドルフに認められて、オラデアのアダム・パタチッチ大司教の私設オーケストラにヴァイオリニストとして入団。この楽団が1769年に解散されると、プラハのルートヴィヒ・ハルティヒ伯爵の音楽監督に就任した。
1770年ごろにウィーン宮廷歌劇場管弦楽団の首席ヴァイオリニストに迎えられる。皇妃マリア・テレジアの推薦状を得て、ミラノ大公フェルディナンド・デステの音楽監督に転身し、1777年にイタリア入りして、1796年にフランス軍がロンバルディアを侵攻するまでその地にとどまった。その後はウィーンに戻って、同大公の没年までその宮廷に出仕した。1802年には一時的にプラハを訪れた。ロプコヴィッツ伯爵の宮殿でヴァイオリンを演奏中に、脳卒中の発作を起こして急逝した。63歳。
作曲家としてはほとんど忘れられた存在となっているが、非常に多作であり、20曲の歌劇、20曲のミサ、30の協奏曲、90曲の交響曲のほか、さまざまな編成のための室内楽を遺している。こんにちでは、木管と弦楽のためのディヴェルティメントや、小編成の室内楽曲、金管楽器のための合奏曲が時おり演奏されるにとどまるが、時おり交響曲が録音されることもある。

## 音源
- 交響曲 ニ長調 Z 16 「ダイアナ」【演奏例】
- 交響曲 ハ長調 Z 21 【演奏例】
- 交響曲 ト長調 Z 22 【演奏例】
- 交響曲 変ロ長調 Z 23 【演奏例】
- 弦楽四重奏曲 ニ長調 【演奏例】